# Marifrán Carazo
María Francisca "Marifrán" Carazo Villalonga (Valladolid, 11 de octubre de 1977) es una política española del Partido Popular, actual alcaldesa de la ciudad de Granada.
Previamente fue Consejera de Fomento, Articulación del Territorio y Vivienda de la Junta de Andalucía desde julio de 2022 hasta abril de 2023. Desde 2019 ya fue Consejera de Fomento, Infraestructuras y Ordenación del Territorio.

## Trayectoria
Carazo nació en Valladolid en el otoño de 1977, siendo la mayor de tres hermanos. Con dieciocho años se trasladó a Granada para realizar sus estudios superiores. Está diplomada en Óptica y Optometría por la Universidad de Granada, y licenciada en Ciencias Políticas en 1996 por la misma universidad, donde coincidió con el que llegara a ser presidente de la Región de Murcia, Pedro Antonio Sánchez. Ese año se afilió al Partido Popular.
Entre el 2000 y 2005 ocupó el cargo de secretaria provincial de las Nuevas Generaciones. Más tarde, desde 2007 a 2012, fue concejal de Turismo en el Ayuntamiento de Granada presidido por José Torres Hurtado, cargo al que renunció tras ser elegida como diputada por la provincia de Granada en el Parlamento de Andalucía, donde revalidó su escaño en las elecciones de 2015, 2018 y 2022. En estas dos últimas encabezó la lista del PP por la provincia granadina.
Durante sus dos primeras legislaturas en el parlamento autonómico fue desde el comienzo portavoz de los populares en el área de Educación, y participó activamente en comisiones de Cultura, Deporte y Turismo, llegando a ser portavoz adjunta del grupo popular y miembro del círculo más cercano de Juanma Moreno. En la tercera etapa, con la elección de Moreno como presidente de la Junta de Andalucía, fue nombrada consejera de Fomento, Infraestructuras y Ordenación del Territorio de la Junta de Andalucía el 21 de enero de 2019, cargo que juró al día siguiente en el Palacio de San Telmo.
El 3 de enero de 2023 anunció que dejaría el Gobierno de Andalucía para concurrir como cabeza de lista del Partido Popular en las elecciones municipales en el Ayuntamiento de Granada y así optar a ser la primera mujer alcaldesa de la ciudad. Fue sustituida del cargo por Rocío Díaz el 3 de abril de ese año.
Tras los comicios municipales del 28 de mayo, Carazo consiguió la mayoría absoluta con quince de los veintisiete concejales del pleno del Ayuntamiento de Granada, convirtiéndose en alcaldesa de Granada el 17 de junio del mismo año.
En el ámbito personal, Carazo está casada con José Ramón "Jota" Carmona Sánchez, compañero de estudios en la facultad, que más tarde se convertiría en teniente de alcalde de la ciudad malagueña de Antequera, y que actualmente desempeña el cargo de parlamentario andaluz por Málaga y presidente del Partido Popular de Antequera. Tienen dos hijos, Cecilia y Gonzalo.